# Општина Рамна (Караш-Северин)
Рамна (рум. Ramna) општина је у Румунији у округу Караш-Северин.
Oпштина се налази на надморској висини од 200 m.